# ركن المفتي (برنامج تلفزيوني)
ركن المفتي برنامجٌ ديني وفتاوى كان يبث كل جمعة على القناة الأولى المغربية. عرض البرنامج لأول مرة عام 1981. قدم البرنامج كل من أحمد قروق وأحمد الغازي الحسيني وعبد الكريم الداودي. وكان يعد من البرامج ذات نسبة المشاهدة المرتفعة، حيث يأتي في المركز الثاني بعدد المشاهدين حسب استطلاعا للرأي للقناة الأولى.